# East Marion
East Marion és una concentració de població designada pel cens dels Estats Units a l'estat de Nova York. Segons el cens del 2000 tenia 756 habitants.

## Demografia
Segons el cens del 2000, East Marion tenia 756 habitants, 329 habitatges, i 222 famílies. La densitat de població era de 139 habitants per km².
Dels 329 habitatges en un 22,2% hi vivien nens de menys de 18 anys, en un 55,9% hi vivien parelles casades, en un 8,2% dones solteres, i en un 32,5% no eren unitats familiars. En el 28,9% dels habitatges hi vivien persones soles el 16,7% de les quals corresponia a persones de 65 anys o més que vivien soles. El nombre mitjà de persones vivint en cada habitatge era de 2,3 i el nombre mitjà de persones que vivien en cada família era de 2,79.
Per edats la població es repartia de la següent manera: un 18,5% tenia menys de 18 anys, un 4,4% entre 18 i 24, un 20,6% entre 25 i 44, un 26,3% de 45 a 60 i un 30,2% 65 anys o més.
L'edat mediana era de 49 anys. Per cada 100 dones de 18 o més anys hi havia 90,1 homes.
La renda mediana per habitatge era de 44.583 $ i la renda mediana per família de 52.500 $. Els homes tenien una renda mediana de 47.917 $ mentre que les dones 31.250 $. La renda per capita de la població era de 24.373 $. Entorn del 4,7% de les famílies i el 5,8% de la població estaven per davall del llindar de pobresa.